# Viktor Alexeïevitch Sokolov
Pour les articles homonymes, voir Viktor Sokolov et Sokolov.
Victor Alexeïevitch Sokolov (russe : Виктор Алексеевич Соколов), né le 24 avril 1954 à Klimovsk, en Russie, alors en URSS, est un coureur cycliste soviétique. Au milieu des années 1970, il fait partie de l'équipe des pistards soviétiques en poursuite par équipes. L'équipe soviétique l'intègre en 1975 après la victoire de la sélection de Moscou à la VIe Spartakiade des Peuples de l'Union soviétique, c'est le championnat du monde. Une médaille d'argent est au bout. L'année suivante, titulaire dans le quatuor soviétique pour les Jeux olympiques de Montréal, c'est encore une médaille d'argent qu'obtiennent les "poursuiteurs" soviétiques. En 1977, le nom de Viktor Sokolov n'apparaît plus dans l'équipe numéro 1 de l'URSS.

## Palmarès
- 1975
  -  Champion d'URSS de poursuite par équipes aux Jeux de la VIe Spartakiade (avec Korolkov, Vladimir Malakhov et Khamidouline)[3]
  -  2e du championnat du monde de poursuite par équipes amateurs (avec Vladimir Osokine, Alexandre Perov et Vitali Petrakov)
- 1976
  -  Champion d'URSS de poursuite par équipes (avec Vladimir Osokine, Vitali Petrakov et Alexandre Perov)[4]
  -  2e de la poursuite par équipes aux Jeux olympiques de Montréal (avec Vladimir Osokine, Vitali Petrakov et Alexandre Perov)